# Fauresmithiense
El Fauresmithiense es el nombre que suele empearse para referirse a las fases finales del Achelense en el sur y el este de África. Toma su nombre de la localidad de Fauresmith, situada a suroeste de Bloemfontein, en el estado de Orange.
Inicialmente el Fauresmithiense se interpretó como una variante del Sangoense adaptada a zonas altas, pero en la actualidad se la considera, como se ha indicado, una fase local del final del Achelense africano, dentro de la Edad de Piedra Temprana (ESA).
La industria lítica característica de esta cultura es la típica del Achelense: bifaces, hendidores las raederas y productos Levallois, lo que ocurre es que suelen ser de pequeño tamaño, circunstancia que algunos especialistas han interpretado como una imposición de la materia prima disponible. También ha muchas lascas laminares (incluso algunas hojas líticas, sobre todo, al final), así como puntas con retoques monofaciales.
El Fauresmithiense, con las lógicas diferencias, podría paralelizarse con el Micoquiense europeo.